# Deportes ecuestres en los Juegos Olímpicos de Pekín 2008
Los deportes ecuestres en los Juegos Olímpicos de Pekín 2008 se realizaron en Centro Ecuestre de Shatin de Hong Kong del 9 al 21 de agosto de 2008.
En total se disputaron en este deporte seis pruebas diferentes en las disciplinas de doma, salto de obstáculos y concurso completo, en las categorías individual y por equipos. El programa de competiciones se mantuvo como en la edición pasada.

## Medallistas
| Evento                                            | Oro | Plata | Bronce |
| ------------------------------------------------- | --- | --- | --- |
| Doma individual (13-19 de agosto)                 | Anky van Grunsven · (Salinero) · Países Bajos · 78,860 pts. | Isabell Werth · (Satchmo) · Alemania · 76,650 pts. | Heike Kemmer · (Bonaparte) · Alemania · 74,445 pts. |
| Doma por equipos (13-14 de agosto)                | Heike Kemmer · (Bonaparte) · Nadine Capellmann · (Elvis Va) · Isabell Werth · (Satchmo) · Alemania · 72,917                                                                            | Hans Peter Minderhoud · (Nadine) · Imke Schellekens-Bartels · (Sunrise) · Anky van Grunsven · (Salinero) · Países Bajos · 71,750                                                                    | Anne van Olst · (Clearwater) · Nathalie zu Sayn-Wittgenstein · (Digby) · Andreas Helgstrand · (Don Schufro) · Dinamarca · 68,875                                                               |
| Salto de obstáculos individual (15-21 de agosto)  | Eric Lamaze · (Hickstead) · Canadá · 0 (0) | Rolf-Göran Bengtsson · (Ninja) · Suecia · 0 (4) | Elizabeth Madden · (Authentic) · Estados Unidos · 4 (0) |
| Salto de obstáculos por equipos (17-18 de agosto) | McLain Ward · (Sapphire) · Laura Kraut · (Cedric) · Will Simpson · (Carlsson vom Dach) · Elizabeth Madden · (Authentic) · Estados Unidos · 20 (0)                                      | Gillian Henselwood · (Special Ed) · Eric Lamaze · (Hickstead) · Ian Millar · (In Style) · Malcolm Cone · (Ole) · Canadá · 20 (4)                                                                    | Christina Liebherr · (No Mercy) · Pius Schwizer · (Nobless M) · Niklaus Schurtenberger · (Cantus) · Steve Guerdat · (Jalisca Solier) · Suiza · 27                                              |
| Concurso completo individual (9-12 de agosto)     | Hinrich Romeike · (Marius) · Alemania · | Gina Miles · (McKinlaigh) · Estados Unidos · | Kristina Cook · (Miners Frolic) · Reino Unido · |
| Concurso completo por equipos (9-12 de agosto)    | Peter Thomsen · (The Ghost of Hamish) · Frank Ostholt · (Mr. Medicott) · Andreas Dibowski · (Butts Leon) · Ingrid Klimke · (Abraxxas) · Hinrich Romeike · (Marius) · Alemania · 166,10 | Shane Rose · (All Luck) · Sonja Johnson · (Ringwould Jaguar) · Lucinda Fredericks · (Headley Britannia) · Clayton Fredericks · (Ben Along Time) · Megan Jones · (Irish Jester) · Australia · 171,20 | Sharon Hunt · (Tankers Town) · Katherine Dick · (Spring Along) · William Fox-Pitt · (Parkmore Ed) · Kristina Cook · (Miners Frolic) · Mary King · (Call Again Cavalier) · Reino Unido · 185,70 |

1. ↑  Descalificación del equipo de Noruega (compuesto por Stein Endresen, Morten Djupvik, Geir Gulliksen y Tony André Hansen), ganador de la medalla de bronce, por dopaje del caballo de Tony André Hansen.[4]

## Medallero
| Núm. | País           | Oro | Plata | Bronce | Total |
| ---- | -------------- | --- | ----- | ------ | ----- |
| 1    | Alemania       | 3   | 1     | 1      | 5     |
| 2    | Estados Unidos | 1   | 1     | 1      | 3     |
| 3    | Canadá         | 1   | 1     | 0      | 2     |
| 3    | Países Bajos   | 1   | 1     | 0      | 2     |
| 5    | Australia      | 0   | 1     | 0      | 1     |
| 5    | Suecia         | 0   | 1     | 0      | 1     |
| 7    | Reino Unido    | 0   | 0     | 2      | 2     |
| 8    | Dinamarca      | 0   | 0     | 1      | 1     |
| 8    | Suiza          | 0   | 0     | 1      | 1     |
|      | TOTAL          | 6   | 6     | 6      | 18    |